# Mateo 6

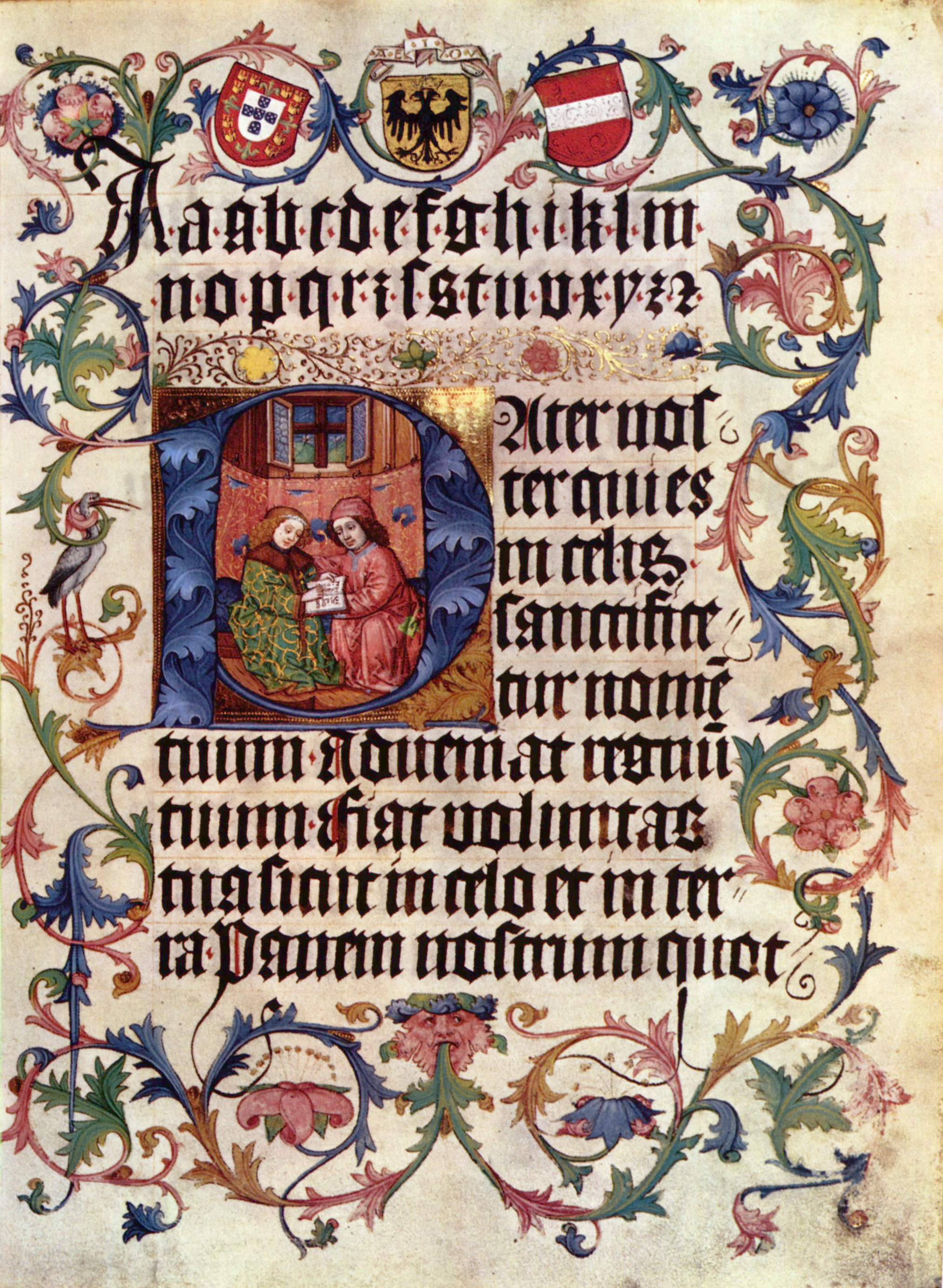
El Padre Nuestro, en Mateo:6,9. 1500, Viena.

Mateo 6 es el sexto capítulo del Evangelio de Mateo del Nuevo Testamento. Este capítulo contiene la parte central del Sermón de la Montaña, incluyendo el Padre Nuestro.

## Texto
El texto original fue escrito en griego koiné. Este capítulo está dividido en 34 versículos.

### Testigos textuales
Algunos manuscritos tempranos que contienen el texto de este capítulo son:
- Codex Vaticanus (~325-350; completo)
- Codex Sinaiticus (~330-360; completo)
- Codex Washingtonianus (~400)
- Codex Bezae (~400; versículos 1-19 existentes)

## Estructura

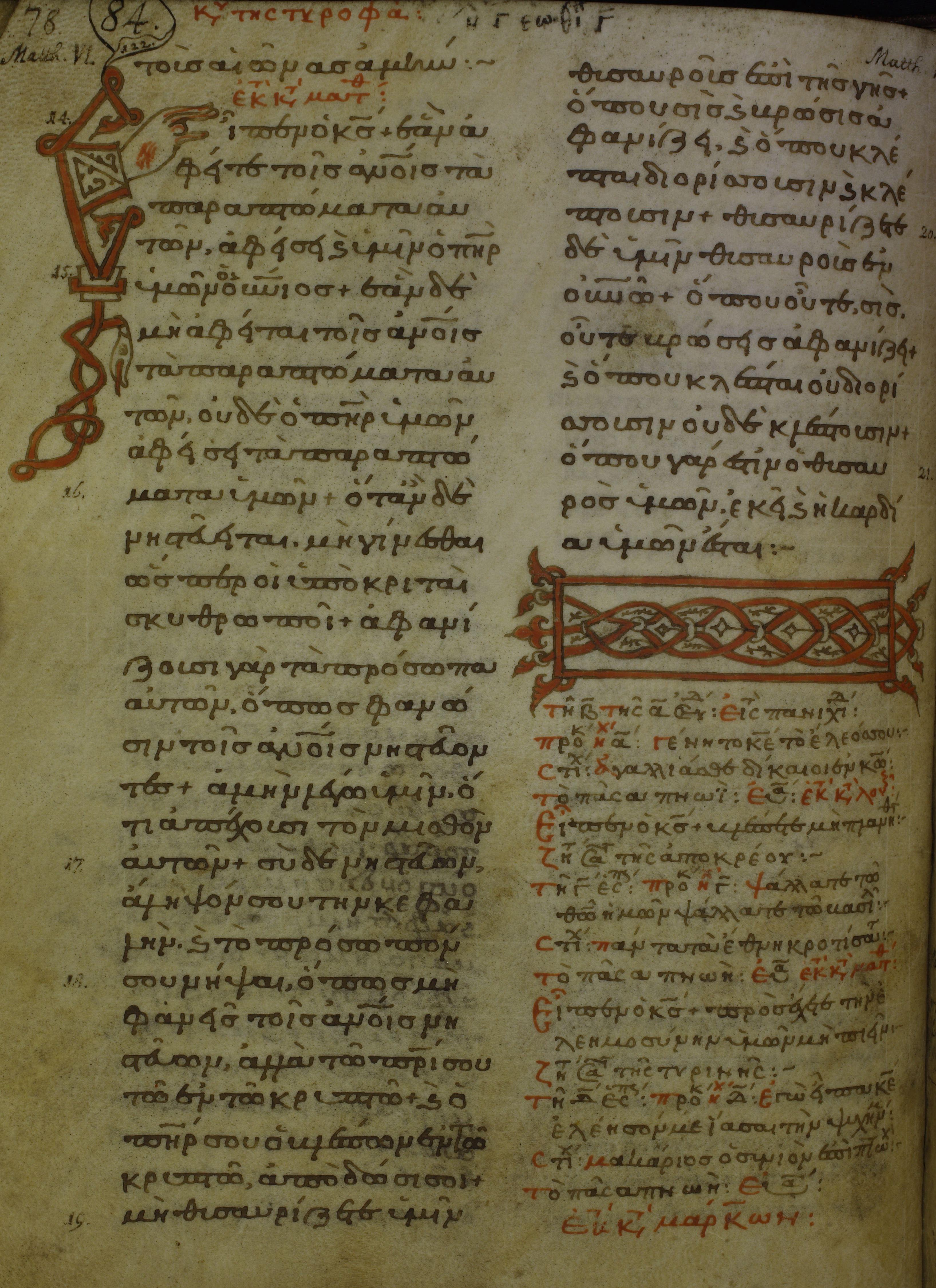
Leccionario 239 Folio 39 versículo con el texto griego de Mateo 6:14-21

La primera parte de este capítulo, Mateo 6:1-Mateo 6:18, trata de la expresión externa e interna de la piedad, refiriéndose a la limosna, la oración privada y el ayuno. El estudioso del Nuevo Testamento Dale Allison sugiere que esta sección actúa como "una especie de comentario" sobre Mateo 5:21-Mateo 5:48, o un breve "culto-didache": Mateo 5:21-48 detalla "qué hacer", mientras que Mateo 6:1-18 enseña "cómo hacerlo". A veces llamado el "Discurso sobre la ostentación", estos versículos abordan las tres expresiones externas más importantes de la piedad judía, dar limosna, la oración y el ayuno. Jesús respalda las enseñanzas estándar de que estos actos son importantes. A lo largo de esta sección subraya que el culto y la piedad no deben ser ostentosos y que lo ideal es que se realicen en secreto. Contraviene enérgicamente a los que hacen demostraciones públicas de su piedad, lo que puede entenderse como una enseñanza de que los que son piadosos para impresionar a los demás sólo impresionarán a la gente, y no harán nada para impresionar a Dios.
La primera parte en Mateo 6:19-Mateo:34 trata de las posesiones y las cuestiones de las prioridades y la confianza. La primera parte en Mateo 6:19-Mateo 6:24 tiene tres elementos sobre dos tesoros, dos ojos y dos amos. La segunda parte en Mateo 6:25-Mateo 6:34 trata de la confianza en Dios y también tiene tres elementos y proporciona razones para no estar ansioso.
En el análisis que hace John Wesley del Sermón de la Montaña, el capítulo cinco esboza "la suma de toda verdadera religión", permitiendo que este capítulo detalle "reglas para esa recta intención que hemos de preservar en todas nuestras acciones externas, sin mezclarla con deseos mundanos o preocupaciones ansiosas incluso por las necesidades básicas de la vida y el capítulo siguiente proporcione "advertencias contra los principales impedimentos de la religión". Wesley analiza además el capítulo 6 de la siguiente manera:
- Versículos 1-4: la intención y el modo correctos de dar limosna.
- Versículos 5-15: la intención correcta, la manera, la forma y los prerrequisitos de la oración
- Versículos 16-18: la intención correcta, y la forma de ayunar
- Versículos 19-34: la necesidad de una intención pura en todas las cosas, no mezclada ni con el deseo de riquezas, ni con el cuidado mundano, ni con el temor a la necesidad.[7]

## Comentarios
Continúa la enseñanza de Jesús sobre la verdadera «justicia», el camino que nos lleva a la salvación. A los mandamientos de la Ley había que añadirles la limosna, la oración y el ayuno. Frente al cumplimiento externo de esas prácticas, enseña que la verdadera piedad debe vivirse con rectitud de intención, en intimidad con Dios y huyendo de la ostentación.
La Iglesia recuerda estas prácticas en el comienzo de la Cuaresma: 

No hay cosa más útil que unir los ayunos santos y razonables con la limosna, que, bajo la única denominación de misericordia, contiene muchas y laudables acciones de piedad, de modo que, aun en medio de situaciones de fortuna desiguales, puedan ser iguales las disposiciones de ánimo de todos los fieles 

La página más comentada de estos pasajes son los que se refieren a la oración. Jesús destaca la sencillez y la veracidad con que debemos dirigirnos a Dios. La primera formulación es negativa. La oración del cristiano no debe ser la de alguien que está actuando en un teatro —ésa es la significación literal de la palabra «hipócrita», ni debe ser servil como la de los paganos. La oración del cristiano debe ser sincera: «Nuestra mente debe estar en conformidad con lo que dicen los labios»
A continuación, Jesús enseña el Padrenuestro como oración distintiva del cristiano: «La oración dominical es, en verdad, el resumen de todo el Evangelio»  En toda la Tradición de la Iglesia se encuentra un elogio encendido de esta plegaria: 

La oración dominical es perfectísima… No sólo se piden las cosas lícitamente deseables, sino que se suceden en ella las peticiones según el orden en que debemos desearlas, de suerte que la oración dominical no sólo regula, según esto, nuestras peticiones, sino que sirve de norma a todos nuestros afectos.

Jesús ha enseñado a orar en comunidad por todos los hermanos. Porque Él no dice: “Padre mío que estás en el cielo”, sino Padre nuestro, a fin de que nuestra oración sea la de un solo corazón y una sola alma, orientada a la edificación de todo el cuerpo de la Iglesia». Tras la invocación, las peticiones: «Después de ser puestos en presencia de Dios Padre para adorarle, amarle y bendecirle, el Espíritu filial hace surgir de los corazones siete peticiones, siete bendiciones. Las tres primeras, más teologales, nos atraen hacia la Gloria del Padre; las cuatro últimas, como caminos hacia Él, ofrecen nuestra miseria a su gracia».
La primera petición se hace para que sea santificado el Nombre de Dios. Como Dios es la santidad misma, lo que se pide aquí es que su santidad sea reconocida y honrada por las criaturas. El «advenimiento del Reino», que se pide después, consiste en la realización del designio salvador de Dios en el mundo. Por eso, una de las manifestaciones de la venida del Reino es el «cumplimiento amoroso de la voluntad de Dios» (tercera petición). De ahí que podamos decir, con Santa Teresa, que 

quien de veras hubiere dicho esta palabra: fiat voluntas tua, todo lo ha de tener hecho, con la determinación al menos

Las últimas peticiones, el pan de cada día, el perdón de las deudas u ofensas, el no abandonarnos en la tentación y el librarnos del mal, miran a nuestras necesidades.

## Manuscritos antiguos

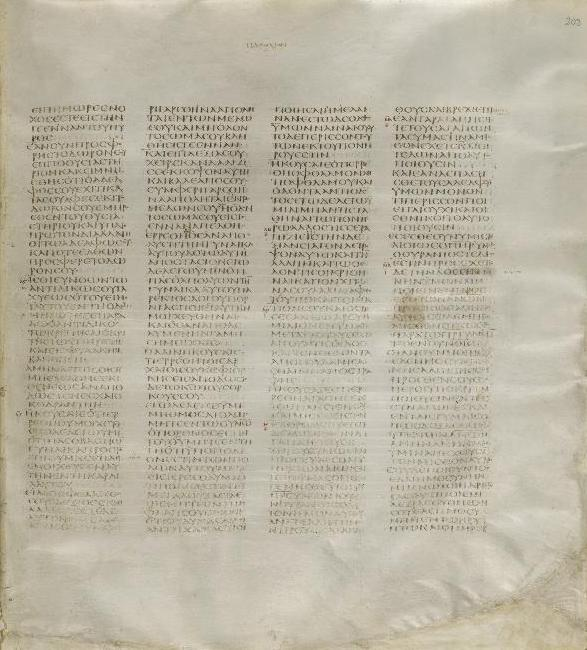
Codex Sinaiticus (AD 330–60), Mateo 5:22–6:4
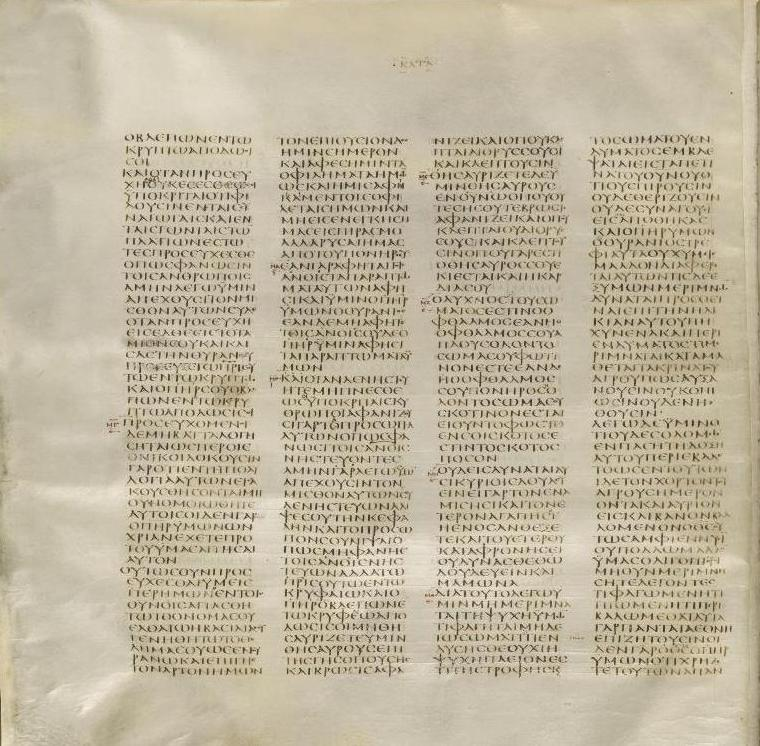
Codex Sinaiticus, Mateo 6:4–32
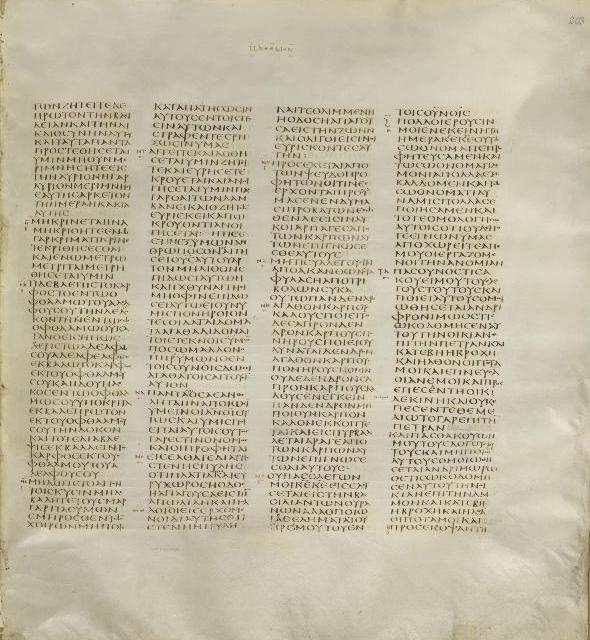
Codex Sinaiticus, Mateo 6:32–7:27